# امین‌آباد (فیروزکوه)
امین‌آباد (فیروزکوه)، روستایی از توابع بخش مرکزی شهرستان فیروزکوه در استان تهران ایران است. وجه تسمیه این روستا این است که نام جد میرزا فضل الله حاکم فیروزکوه (تهران) در زمان ناصرالدین‌شاه قاجار به اسم آقا امین بوده و او اینجا را آباد کرده است.

## جمعیت
این روستا در دهستان حبله رود قرار دارد و براساس سرشماری مرکز آمار ایران در سال ۱۳۹۵، جمعیت ۷۸۵ نفر (۱۲۳خانوار) بوده‌است.

## زبان
مردم این روستا به زبان مازندرانی صحبت می کنند.

## گردنه
امین آباد مرتفع و برف‌گیر می‌باشد و گردنه امین آباد در همین منطقه قرار دارد.